# 1er régiment de marche du 1er étranger
Le 1er régiment de marche du 1er étranger est un régiment formé en 1913 à partir du 1er régiment étranger et destiné à intervenir dans le cadre de la campagne du Maroc.

## Création et différentes dénominations
- 1913 : création à partir d'éléments du 1er régiment étranger
- 1918 : suppression du commandement.

## Liste des chefs de corps
- 1913 - 1914 : lieutenant-colonel Tahon[1]
- 1914 - 1915 : lieutenant-colonel Theveney
- 1915 - 1918 : lieutenant-colonel Batbedat

## Personnalités ayant servi au sein du régiment
capitaine Charles Albert Edmond Leroy nommé au grade d officier de la légion d honneur le 24 août 1915 (ordre n1382)ainsi que l attribution de La Croix de guerre avec palme et ceci par J.Joffre

## Sources et bibliographie
- Jean Brunon, Le livre d'or de la religion etrangere: (1831-1955), Charles-Lavauzelle, 1958 (OCLC 55437491).